# Stade René Gaillard
Das Stade René Gaillard ist ein Fußballstadion mit Leichtathletikanlage in der französischen Stadt Niort, Département Deux-Sèvres in der Region Nouvelle-Aquitaine. Es ist die Heimspielstätte des Fußballvereins Chamois Niort.

## Geschichte
Eröffnet am 3. August 1974 unter dem Namen Stade Venise Verte und später in Stade René Gaillard nach dem früheren Bürgermeister von Niort (1971–1985) René Gaillard umbenannt. Heute hat es 10.898 Plätze davon 9553 Sitzplätze und 21 behindertengerechte Plätze.
Chamois Niort stieg 1987 in die erste Liga auf; stieg aber am Ende der Saison gleich wieder ab. Es blieb bei dieser einen Saison. Am 24. Oktober 1987 versammelte sich bei dem Spiel Chamois Niort gegen Olympique Marseille (1:0) die Rekordkulisse von 16.715 Zuschauern auf den Rängen des Stadions.
2006 gab es einige Renovierungsarbeiten an der Spielstätte wie die Sicherung des Gäste-Parkplatzes, Installierung von neuen Überwachungskameras im Stadion und Modernisierung der Spielerkabinen. Trotz angesichts dieser Arbeiten entspricht das Stade René Gaillard nicht mehr heutigen Anforderungen an Komfort, Logen oder Ausstattung für Journalisten. Seit einigen Jahren gibt es Neubaupläne; die aber immer wieder vorschoben wurden.
2004 startete man mit der Ausschreibung des Bauprojekts. Das Stadion solle 12.000 Plätze haben; den Anforderungen der zweiten französischen Liga entsprechen und ein einfacher Ausbau auf 20.000 Plätze möglich sein. Der Entwurf des chilenischen Architekten Borja Huidobro wurde Ende 2004 ausgewählt und würde ca. 29 Mio. € kosten. Der Bau wurde aber vom Stadtrat wieder vertagt. Das Projekt ist bis auf unbekannte Zeit auf Eis gelegt.
2014 wurde der Spielfeldrasen erneuert und eine automatische Bewässerungsanlage installiert. Des Weiteren wurde die Zahl der Sitzplätze auf 10.028 erhöht. Dies war nötig, um eine Lizenz für die Ligue 2 zu erhalten.